# Трубочник обыкновенный
Тру́бочник обыкнове́нный (лат. Tubifex tubifex) — вид малощетинковых червей подсемейства Tubificinae. Трубочники — тонкие нитевидные розоватого цвета черви длиной до 40 мм. На каждом сегменте тела по 4 щетинки. Питаются разлагающимися частицами, заглатывая и пропуская через кишечник ил.
Обитает на дне заиленных стоячих водоёмов, в загрязнённых ручьях и реках. Образует огромные скопления в иле сильно загрязнённых рек, но встречается также на песчаных и каменистых грунтах более чистых рек (в незначительных количествах). Живут в сделанных из ила трубчатых норках, из которых выставляют над поверхностью грунта задний конец тела (с жабрами), который постоянно движется, совершая волнообразные дыхательные движения. Трубочник обнаруживается на дне круглый год.
Размножение только половое. Яйца (по нескольку штук) откладывает в коконах.

## Использование
Широко используется в кормлении аквариумных рыбок в качестве живого корма. Но, по сравнению с родственным аулофорусом, менее эффективно культивируется в домашних условиях.
Хранят трубочника в низкой посуде со слоем воды 3—5 мм при низкой температуре (5—10 °C). Свежепойманными червями рыб не кормят, так как при этом велика опасность заноса с ними возбудителей болезней, таких как кариофиллёз. Обычно их выдерживают при ежедневной промывке 3—7 дней, отделяя через мелкое сито живых особей от мёртвых. Накапливаемые трубочником загрязняющие вещества из родного местообитания также представляют опасность.
В аквариуме несъеденный трубочник зарывается в грунт и нередко начинает размножаться.

## ПодвидTubifex tubifex smirnowi
Самый короткий подвид, обычная длина 9,25—10 мм, состоит из 31—42 сегментов. Окраска кишечника характерного красно-бурого цвета. Головная лопасть вытянута и заострена. Нефридии с 6/7 диссепимента. Сердца в 9 сегменте.
Семяпровод мало петлистый, гораздо длиннее атриума. Атриум в 1,5 раза шире семяпровода, длина около 90 микрон. Пенис равен по длине простате. Простата яйцевидно овальная, ширина её около 70 микрон. Семяприёмники с короткой и не очень широкой ампулой, проток ампулы раза в три длиннее её и в 2—1,5 раза более узкие.
Брюшные пучки содержат 6—5 щетинок в передних сегментах (по 7-й сегмент) и 2—4 щетинки в остальных. Нижний зубец щетинок длиннее верхнего в отношении 4:3, это редкая особенность среди Tubificinae. Спинные пучки состоят из 1 или 2 в передних сегментах (2) волосковидных щетинок и 1—4 зубчатых. Волосковидные щетинки обнаруживают перистость только при иммерсии. У зубчатых щетинок при иммерсии наблюдаются 1—3 зубчика между почти равновеликими зубцами.
Этот вид распространён в прибрежном грунте Плещеева озера.
Профессор Дмитрий Александрович Ласточкин дал это видовое название в честь учёного-историка М. И. Смирнова, много сделавшего для изучения Переславского края.